# Frogger's Adventures: The Rescue
Frogger's Adventures: The Rescue, conocido en Japón como Frogger Rescue (フロッガーレスキュー Furoggā Resukyū?), es un videojuego de acción-aventura publicado en 2003 por Konami HWI. Está basado en el arcade original de Frogger de 1981, y contiene una jugabilidad similar de estilo "saltar y esquivar".

## Argumento
Una rana joven llamado Frogger es relajante dentro de su casa en Firefly Swamp cuando un  nave espacial se estrella en su patio, hiriendo a su amigo y tutor Lumpy. El piloto de la nave resulta ser la belleza de la rana de F.I.R.S.T. (Frog International Rescue Support Team).Frogger se convierte en un miembro del F.I.R.S.T. y va en misiones a lugares exóticos para rescatar a muchos de los amigos de la rana de belleza, incluyendo a Doctor Frog, que se necesita para sanar Lumpy. Finalmente, rescata a su novia Lily, que ha sido secuestrada por T.R.I.P (Tyrannical Reptiles in Power).

## Curiosidades
- Dr. Wani, o Jefe de los T.R.I.P., hizo su primera aparición en este juego; la segunda, en Frogger: Helmet Chaos; la tercera fue Frogger: Ancient Shadow; la cuarta, en Frogger Launch, y la quinta, en Frogger Decades.